# 河内磐船駅
河内磐船駅（かわちいわふねえき）は、大阪府交野市森南一丁目にある、西日本旅客鉄道（JR西日本）片町線（学研都市線）の駅である。駅番号はJR-H30。
京阪交野線との乗り換え駅となっている。

## 歴史
- 1935年（昭和10年）12月2日：片町線の津田駅 - 星田駅間に新設開業[2]。開業当初は1面1線のホームのみの無人駅であった。
- 1975年（昭和50年）4月30日：複線化工事に伴い、仮駅舎の使用を開始[3]。複線化後に上り線として使用する予定のホームに切替え[3]。
- 1979年（昭和54年）10月1日：複線化に伴い、2面2線に拡張される。
- 1987年（昭和62年）4月1日：国鉄分割民営化により、西日本旅客鉄道（JR西日本）の駅となる[1]。
- 1988年（昭和63年）
  - 3月13日：路線愛称の制定により、「学研都市線」の愛称を使用開始。
  - 9月1日：快速停車駅になる。
- 1992年（平成4年）11月1日：みどりの窓口営業開始。
- 1997年（平成9年）3月8日：Jスルーを導入[4]。
- 2003年（平成15年）11月1日：ICカード「ICOCA」の利用が可能となる。
- 2011年（平成23年）3月8日：JR宝塚・JR東西・学研都市線運行管理システム導入。接近メロディ導入。
- 2018年（平成30年）3月17日：駅ナンバリングが導入され、使用を開始。
- 2022年（令和4年）
  - 9月24日：この日を以ってみどりの窓口の営業を終了[5]。
  - 9月25日：みどりの券売機プラス稼働開始[5]。

## 駅構造

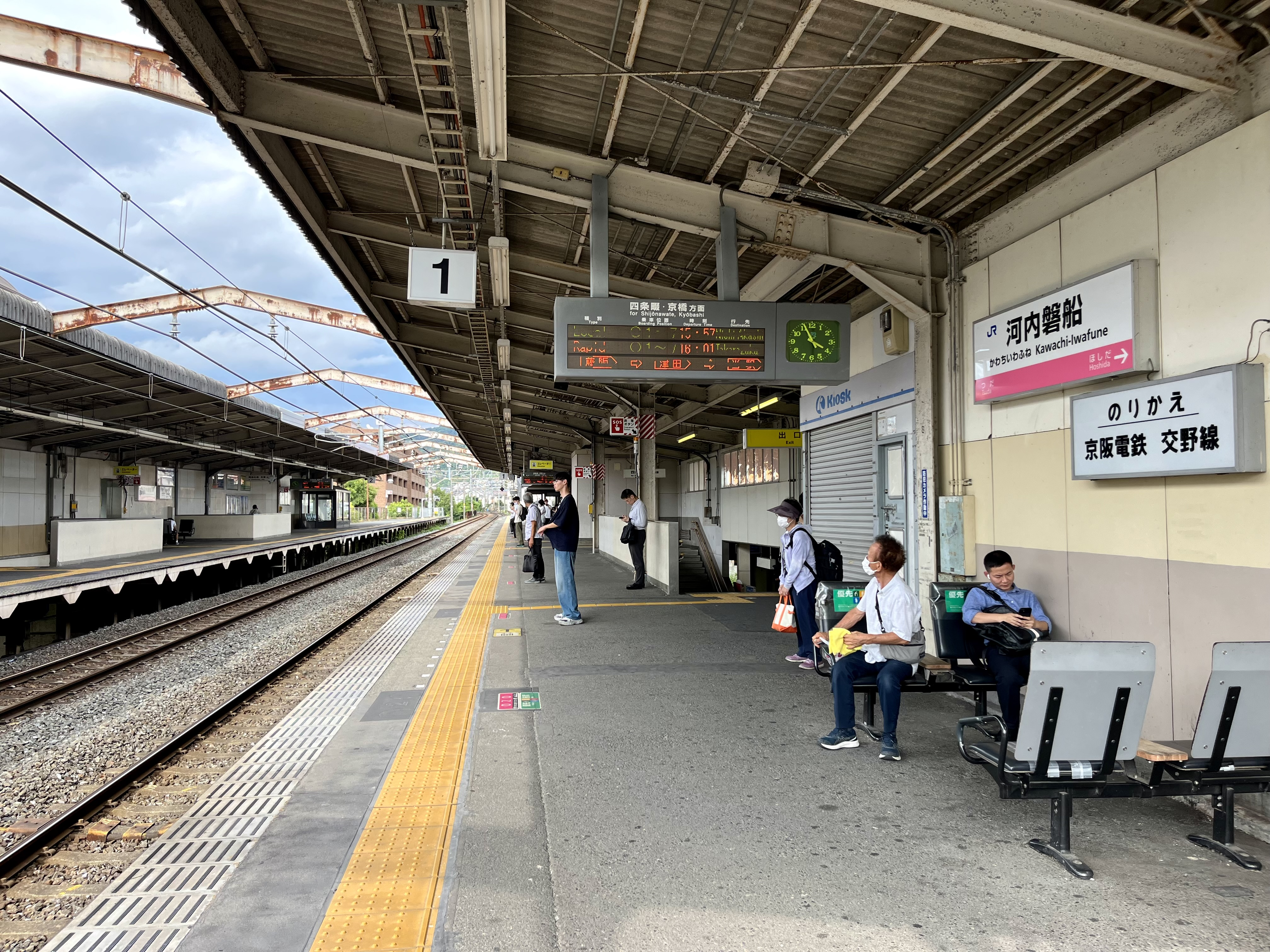
ホーム（2024年8月）

相対式ホーム2面2線を有する地上駅になっている。8両編成対応。分岐器や絶対信号機を持たないため、停留所に分類される。両ホームにエレベータが設置されている。駅舎は下り1番のりば側にあり、上り2番のりばとは地下通路で結ばれている。下りホームにあったKIOSKは2016年春に閉店した。
直営駅（四条畷駅の被管理駅）かつICOCA利用可能駅（相互利用可能ICカードはICOCAの項を参照）。

### のりば
| のりば | 路線       | 方向 | 行先               |
| ------ | ---------- | ---- | ------------------ |
| 1      | 学研都市線 | 下り | 四条畷・京橋方面   |
| 2      | 学研都市線 | 上り | 同志社前・木津方面 |

- 上表の路線名は旅客案内上の名称（愛称）で表記している。

## 利用状況
2023年（令和5年）度の一日平均乗車人員は9,728人である。交野市内では最多。
各年度の1日の平均乗車人員は以下の通りである。
| 年度               | 1日平均 乗車人員 | うち定期 | 定期率 | 出典          |
| ------------------ | ---------------- | -------- | ------ | ------------- |
| 1988年（昭和63年） | 5,183            | 3,969    | 76.6%  | [ 大阪府 1 ]  |
| 1989年（平成元年） | 5,905            | 4,477    | 75.8%  | [ 大阪府 1 ]  |
| 1990年（平成02年） | 6,577            | 4,959    | 75.4%  | [ 大阪府 2 ]  |
| 1991年（平成03年） | 7,132            | 5,400    | 75.7%  | [ 大阪府 3 ]  |
| 1992年（平成04年） | 7,861            | 6,013    | 76.5%  | [ 大阪府 4 ]  |
| 1993年（平成05年） | 8,389            | 6,418    | 76.5%  | [ 大阪府 5 ]  |
| 1994年（平成06年） | 8,931            | 6,873    | 77.0%  | [ 大阪府 6 ]  |
| 1995年（平成07年） | 9,280            | 7,117    | 76.7%  | [ 大阪府 7 ]  |
| 1996年（平成08年） | 9,812            | 7,468    | 76.1%  | [ 大阪府 8 ]  |
| 1997年（平成09年） | 10,695           | 7,961    | 74.4%  | [ 大阪府 9 ]  |
| 1998年（平成10年） | 10,917           | 8,173    | 74.9%  | [ 大阪府 10 ] |
| 1999年（平成11年） | 11,203           | 8,400    | 75.0%  | [ 大阪府 11 ] |
| 2000年（平成12年） | 11,495           | 8,611    | 74.9%  | [ 大阪府 12 ] |
| 2001年（平成13年） | 11,659           | 8,707    | 74.7%  | [ 大阪府 13 ] |
| 2002年（平成14年） | 11,435           | 8,586    | 75.1%  | [ 大阪府 14 ] |
| 2003年（平成15年） | 11,506           | 8,673    | 75.4%  | [ 大阪府 15 ] |
| 2004年（平成16年） | 11,475           | 8,724    | 76.0%  | [ 大阪府 16 ] |
| 2005年（平成17年） | 11,431           | 8,689    | 76.0%  | [ 大阪府 17 ] |
| 2006年（平成18年） | 11,467           | 8,678    | 75.7%  | [ 大阪府 18 ] |
| 2007年（平成19年） | 11,409           | 8,659    | 75.9%  | [ 大阪府 19 ] |
| 2008年（平成20年） | 11,417           | 8,695    | 76.2%  | [ 大阪府 20 ] |
| 2009年（平成21年） | 11,262           | 8,680    | 77.1%  | [ 大阪府 21 ] |
| 2010年（平成22年） | 11,100           | 8,622    | 77.7%  | [ 大阪府 22 ] |
| 2011年（平成23年） | 11,075           | 8,645    | 78.1%  | [ 大阪府 23 ] |
| 2012年（平成24年） | 10,968           | 8,527    | 77.7%  | [ 大阪府 24 ] |
| 2013年（平成25年） | 11,110           | 8,620    | 77.6%  | [ 大阪府 25 ] |
| 2014年（平成26年） | 10,952           | 8,509    | 77.7%  | [ 大阪府 26 ] |
| 2015年（平成27年） | 11,176           | 8,702    | 77.9%  | [ 大阪府 27 ] |
| 2016年（平成28年） | 11,099           | 8,650    | 77.9%  | [ 大阪府 28 ] |
| 2017年（平成29年） | 11,171           | 8,750    | 78.3%  | [ 大阪府 29 ] |
| 2018年（平成30年） | 11,180           | 8,765    | 78.4%  | [ 大阪府 30 ] |
| 2019年（令和元年） | 11,069           | 8,654    | 78.2%  | [ 大阪府 31 ] |
| 2020年（令和02年） | 8,849            | 7,165    | 81.0%  | [ 大阪府 32 ] |
| 2021年（令和03年） | 9,249            | 7,478    | 80.9%  | [ 大阪府 33 ] |
| 2022年（令和04年） | 9,696            | 7,648    | 78.9%  | [ 大阪府 34 ] |
| 2023年（令和05年） | 9,728            | 7,593    | 78.1%  | [ 大阪府 35 ] |

## 駅周辺

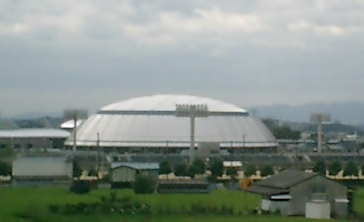
いきいきランド交野（ドーム型の施設が体育館、手前のナイター設備のあるものが多目的グラウンド）

駅から南へ約300mの所に京阪交野線の河内森駅があり（若干距離はあるものの、接続駅に指定されており到着時に乗換案内を行う）、当駅の西端上方を京阪交野線が通過している。1948年5月1日までは当駅との接続駅として「京阪神磐船駅」（けいはんしんいわふねえき）があったが、河内森駅の使用再開と同時に廃止された。なおこの駅は当駅の開業と同時に「信貴電磐船駅」として新設され、後に「交電磐船駅」「京阪神磐船駅」と名称が変更されている。
駅舎前（南側）と駅舎の反対側（北側）それぞれにロータリーがあるが、そのうち交野市コミュニティバス「おりひめバス」の大半の系統や京阪バスのダイレクトエクスプレス直Q京都号（本数わずか）が発着するのは北側である。
- ゆうゆうセンター（交野市保健福祉総合センター）（徒歩4分、300m）
- いきいきランド交野（市営総合体育施設）(徒歩15分、1.2km） - ドーム型体育館、多目的グラウンドや屋内プールなどが設置されている。
- 大阪府立交野高等学校（徒歩11分、850m）
- 関西創価中学校・高等学校（北東へ徒歩19分、1.5km）
- 交野市立岩船小学校（徒歩5分、350m）
- 第二京阪道路
- 国道1号バイパス（第二京阪道路の側道）
- 国道168号（河内磐船駅 - 星田駅間にて踏切交差）
- 府道736号バイパス
- 磐船神社（徒歩1時間16分、5km） - 駅名はこの神社が由来である。
- 関西スーパー 河内磐船店

## 隣の駅
西日本旅客鉄道（JR西日本）
 学研都市線（片町線）
■快速
長尾駅 (JR-H27) - 河内磐船駅 (JR-H30) - 星田駅 (JR-H31)
■区間快速・■普通
津田駅 (JR-H29) - 河内磐船駅 (JR-H30) - 星田駅 (JR-H31)

### 記事本文